# 梁存秀
梁存秀（1931年6月—2018年1月15日），笔名梁志学，山西定襄人，中国学者、翻译家、哲学家，中国社会科学院哲学研究所研究员，中国社会科学院荣誉学部委员。1956年毕业于北京大学哲学系。